# 宽多河
宽多河（Cuando River或Kwando River），是赞比西河主要支流之一，全长约800公里。
该河发源于安哥拉中部高原坦博山（Mount Tembo），之后流向东南，构成安哥拉和赞比亚之间的一段边界。在穿过纳米比亚的卡普里维地带后，注入博茨瓦纳和纳米比亚边境的利尼扬蒂沼泽（Linyanti Swamp），之后受地势影响，折而向东，称乔贝河（Chobe River），构成博茨瓦纳和纳米比亚之间的一段边界，最终在卡宗古拉（Kazungula）注入赞比西河。
历史上，宽多河曾与奥卡万戈河合流，共同注入奥卡万戈三角洲，并消失在卡拉哈里沙漠，但后由于河口淤积抬高，转而与赞比西河合流。在丰水期，奥卡万戈三角洲仍然能通过宽多河旧河道（现称Magwekwana River）向赞比西河输送部分水量。